# Йоган Петер Франк
Йоган Петер Франк (нім. Johann Peter Frank; 1745—1821) — австрійський лікар німецького походження; реформатор медичної освіти, засновник соціальної гігієни як самостійної наукової дисципліни.

## Біографія
Йоганн Петер Франк був молодшим з тринадцятьох дітей бакалійника. У 1761 році він вивчав філософію у Меці, а з 1763 року — медицину у Страсбурзькому університеті; у 1776 році закінчив медичний факультет Гайдельберзького університету. Захистивши докторську дисертацію «Дієтика раннього дитячого віку», він отримав звання лікаря та оселився у невеликому лотарингському містечку Бич (фр. Bitche). У 1769 році Франк отримав місце окружного лікаря у Раштаті, де через два роки організував школу для акушерок. Невдовзі він також заснував школу хірургії для фельдшерів.
У 1779 році у Мангейме вийшов перший том його «Системи загальної медичної поліції» («System einer vollständigen medicinischen Polizey»); у 1780 році вийшов другий, а у 1783 році — третій том. У своїй роботі, окрім всього іншого він, обговорюючи питання плодючості населення, висловлювався проти обітниці безшлюбності, що накладався католицькою церквою на священиків, що викликало запекле цькування Франка, і у 1784 році він прийняв пропозицію Геттінгенського університету викладати загальну й спеціальну терапію, фізіологію, патологію, медичну поліцію та судову медицину. Однак вже з наступного року він переїхав до Павії (Північна Італія, Ломбардія) на місце померлого Тіссо. Тут він реорганізував справу викладання в університеті: ввів п'ятий додатковий рік навчання до чотирьох, що існували раніше, сприяв поліпшенню викладання патологічної анатомії і намагався поєднати викладання хірургії та медицини на одному факультеті. Він був призначений директором шпиталю у Павії завідувачем всієї медичної служби Ломбардії. У 1788 році вийшов четвертий том «медичної поліції». У 1792 році він опублікував працю «De curandis hominum morbis epitome» («Лікування чоловічих хвороб»). Був широко відомий також його підручник судової медицини.
У 1795 році він був запрошений у Віденський університет — професором клінічної медицини та директором загальної Віденської міської лікарні і клініки внутрішніх хвороб. У 1802 році була надрукована його автобіографія.
У 1804 році Франк вирішив перейти у Віленський університет — на особливих умовах: йому обіцяли дві «сполучені кафедри» — клініки і особливої терапії, хоча остання статутом Віленського університету і не передбачалась. Сімейство Франків оселилось у домі, що належав університету, який тепер відомий у Вільнюсі як «дім Франка», 17 листопада 1804 року Йоган Петер Франк розпочав читання лекцій професором кафедри клінічної медицини. Ним був складений проект поліпшення викладання медичних наук, прийнятий на загальному засіданні професорів університету 15 жовтня 1804 року. Основними положеннями проекту були сувора послідовність у вивченні медичних наук, продовження навчання на медичному факультеті до 6 років, розширення програми викладання за рахунок створення двох кафедр (головних курсів) і двох додаткових курсів. До семи кафедр, що були передбачені статутом Віленського університету, за новим проектом додавалась ще кафедра особливої терапії. Франк став статським радником.
Пробувши у Вільно 10 місяців, у серпні 1805 року, Франк прибув у Санкт-Петербург, де став ректором і керівником кафедри Медико-хірургічної академії, деканом медичної ради, членом Головного училища управління і отримав звання лейб-медика імператора Олександра I і чин дійсного статського радника з жалуванням 12133 рублі (як лейб-медик він отримував 9033 рублі, як ректор академії — 600 рублів, за завідування кафедрою — 2500 рублів). Франк вдихнув нове життя у Медико-хірургічну академію та поклав початок виділенню суспільної гігієни в Росії у самостійну наукову дисципліну; став членом Російської академії наук.
Протидія Якова Васильовича Вілліє, лейб-хірурга Олександра I, призвела до того, що 25 лютого 1808 року він був «звільнений за проханням від служби з надання пенсії», хоча кафедру ще деякий час займав. Відтак повернувся до Відня, де у 1811 році вийшов 5-й том «медичної поліції», а у 1817 році — 6-й том. Не дивлячись на короткочасне перебування у Санкт-Петербурзі, він залишив помітні сліди; так, за його ініціативою були засновані кафедри фізіології та патології, перетворені клініки, покладена основа ветеринарної школи.
У 1767 році він одружився вперше, але його жінка Катерина померла через рік після одруження від пологової гарячки; через півроку помер його перший син. У 1770 році він одружився вдруге (з Marianne Wittlinsbach), і у грудні 1771 року, у Раштаті, народився син Йозеф, котрий стане професором Віленського університету після від'їзду тата у Санкт-Петербург — з 1805 по 1823 роки.